# Корсари от Умбар
Корсари от Умбар са наричани хората от Умбар в края на Третата епоха. Те самите били потомци на Кастамир Узурпатора и неговите последователи, които били гондорци по произход. Въпреки тази си връзка корсарите от Умбар били враждебно настроени към кралството на техните деди.
За последен път се споменава за корсарите на 13 март 3019 г. от Третата епоха, когато Арагорн превзел флотилията им и се притекъл на помощ на Минас Тирит.